# Aurant (California)
Aurant es un área no incorporada ubicada en el condado de Los Ángeles en el estado estadounidense de California.

## Geografía
Aurant se encuentra ubicada en las coordenadas 34°4′41″N 118°9′51″O / 34.07806, -118.16417.